# Malla

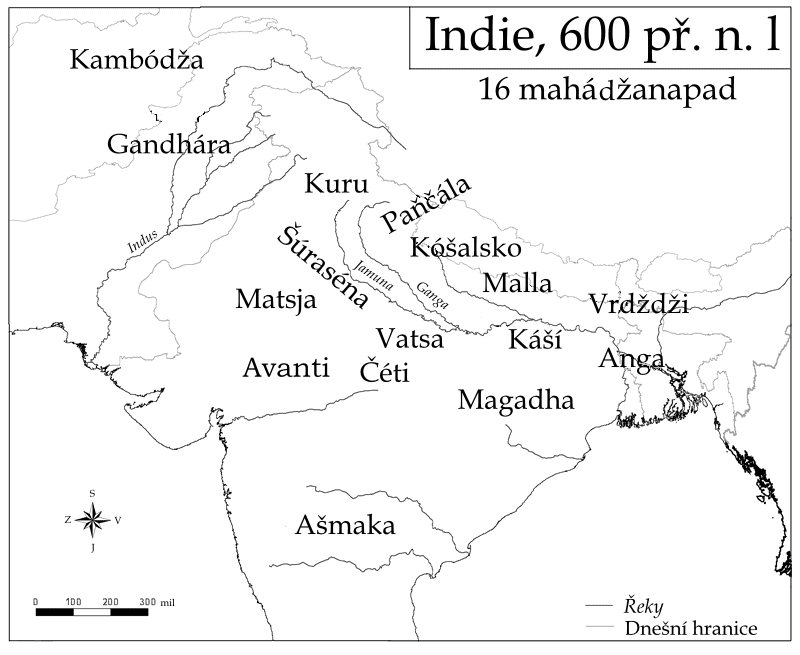
Mapa mahádžanapad, stát Malla lze spatřit na severovýchodně

Malla byla malá země na severu Indického subkontinentu, jedna z šestnácti mahádžanapad zmíněných v Anguttara nikáji, jedné z pěti sbírek súter, z nichž se skládá tzv. koš rozprav Pálijského kánonu. Název Malla je odvozen od stejnojmenného klanu Mallů, který zemi vládl. Malla byla rozdělena na dvě hlavní části, které od sebe pravděpodobně dělila řeka Kakuttha. Hlavní město jedné částí byla Kušinagara, druhé pak Pava. Obě tato města jsou úzce spojena s dějinami buddhismu - mělo to být právě v Pavě, kde Buddha pozřel svůj poslední pokrm a byla to Kušinagara, kde Buddha odešel do parinirvány. Pava je též spojena s džinismem, jelikož zde zakladatel džinismu Mahávíra dosáhl nirvány.
Malla bývá často zmiňována v džinistických a buddhistických textech. Podle Mahábháraty uzavřeli Mallové pakt s Angou, s republikou Vrdždži a královstvím Káší (patrně proto, aby se společně bránili expanzivní politice Magadhy). Samotná země Malla byla nejprve monarchií a až později se stala republikou. Malla zanikla nedlouho po Buddhově smrti (přibližně 483 př. n. l.), kdy jej dobyla Magadha a začlenila do své říše.